# Cyclaspis herdmani
Cyclaspis herdmani is een zeekommasoort uit de familie van de Bodotriidae. De wetenschappelijke naam van de soort is voor het eerst geldig gepubliceerd in 1904 door Calman.